# 불광산
불광산(佛光山)은 대한민국 부산광역시 기장군에 있는 산이다. 팔기산으로 불리기도 하는데 정상에 도달하기 위해서는 8개나 되는 봉우리를 올라야 해서 붙은 이름이라고 한다. 불광산의 명칭 유래에서 대해서는 알려진 바가 없고, 원효(元曉)가 창건한 장안사(長安寺) 및 척판암(擲板庵)이 인근에 자리하고 있어 불교와 관련된 지명으로 추정할 뿐이다.
기장군의 군립공원으로 장안사(부산기념물 37)를 끼고 있으며 장안천(박지천)의 발원지이기도 하다. 팔기산이라고도 하며, 대운산·삼각산·웅산으로 이어진다. 
산기슭에 있는 장안사는 673년(신라 문무왕 13) 원효대사가 척반암과 함께 창건한 사찰이다. 쌍계사라고 부르다가 809년 신라 애장왕 때 장안사라고 고쳤다고 한다. 임진왜란 때 모두 소실된 것을 1631년(인조 8) 의월대사가 중창하였고, 대웅전·명부전·응진전·산신각 등이 있다.
산행을 하려면 장안사 주차장에서 장안사를 지나 척판암에서 왼쪽으로 오르다 경사가 심한 비탈을 오른다. 큰 바위에서 출입금지 표지판 오른쪽 아래 내리막길로 안부에 내려선 뒤 갈림길에서 왼쪽 능선을 타고 몇 개의 안부와 봉우리를 지나면 정상이다. 정상은 잡목에 가려 조망이 좋지 못하다.
하산을 하려면 왔던 길과 반대방향으로 간다. 내리막길과 오르막길이 이어지는 산행로를 따라 깎아지른 듯한 봉우리를 지나 20m 정도 되는 바위를 거쳐 희미한 능선길로 두 개의 봉우리를 더 지난다. 군폭발물처리장 초소에서 큰길을 따라 내려가다 개울을 건너 철조망을 통과해 내려온다. 
찾아가려면 동해남부선 기차를 타고 좌천역에서 내려 새마을버스를 타거나, 기장중학교 앞에서 새마을버스를 타고 장안사로 간다. 

## 자연 환경
불광산은 북동쪽으로 대운산(大雲山), 남동쪽으로는 삼각산(三角山) 줄기와 이어져 장안읍을 병풍처럼 둘러싸고 있다. 대운산과 이어지는 북동쪽 기슭에서는 대운천(大雲川)이 북동쪽으로 흐르고, 삼각산과 이어지는 남쪽 기슭에서는 장안천(長安川)[박지천]이 발원해 동쪽으로 흘러나간다. 산에는 숲이 울창하고 활엽수림이 많아 산길 곳곳이 나무 터널을 이루고 있다.

## 현황
고도 659m의 불광산은 부산광역시 기장군과 울산광역시, 경상남도 양산시의 경계를 이루는 산으로 달음산(達陰山)과 함께 기장군의 2대 명산으로 꼽힌다. 불광산 군립 공원의 주봉이며, 부산광역시 기념물 제37호인 장안사와 백련사, 척판암이 자리하고 있다. 남쪽의 장안사 발원지에서 시작된 장안사 계곡은 봄에는 철쭉, 가을에는 단풍이 아름답기로 알려져 있고, 여름에는 물놀이 장소로 이용되어 가족 단위 나들이객이 많이 찾는 곳이다. 불광산은 동해 남부선 기차를 타고 좌천역에서 내려 장안사로 가는 버스를 타면 쉽게 이동할 수 있다.

## 같이 보기
- 한국의 산
- 대운산
- 장안천
- 동해남부선
- 불교 (불교에서 명칭이 비롯됨)